# Sulzbach (Vilskanal)
Der Sulzbach ist ein 30 Kilometer langer kleiner Fluss im Isar-Inn-Hügelland in den Landkreisen Rottal-Inn und zuletzt Passau in Niederbayern, der nach insgesamt etwa nordöstlichem Lauf beim Dorf Freundorf der Gemeinde Aldersbach von rechts in den untersten Teil des Vilskanals mündet.

## Verlauf
Der Bach entspringt etwas südlich von Sulzbach, einem Weiler der Gemeinde Falkenberg, im Wald nahe der Keltenschanze auf etwa 450 m ü. NHN. Von dort fließt er in nordöstlicher, dann länger in östlicher und danach sehr lang in nordöstlicher Richtung. Er mündet nach 30,3 km Lauf auf etwa 322 m ü. NHN nördlich von Freundorf, einem Dorf der Gemeinde Aldersbach, von rechts in den Vilskanal, der zwei Kilometer weiter abwärts in die  Vils einfließt.

### BayernAtlas („BA“)
Amtliche Online-Gewässerkarte mit passendem Ausschnitt und den hier benutzten Layern: Lauf und Einzugsgebiet des Sulzbachs

Allgemeiner Einstieg ohne Voreinstellungen und Layer: BayernAtlas der Bayerischen Staatsregierung (Hinweise)
1. 1 2  Höhe abgefragt auf dem Hintergrundlayer Amtliche Karte (Rechtsklick).

### Gewässerverzeichnis Bayern („GV“)
1. ↑  Länge nach: Verzeichnis der Bach- und Flussgebiete in Bayern – Flussgebiet Isar bis Inn, Seite 59 des Bayerischen Landesamtes für Umwelt, Stand 2016 (PDF; 3,3 MB) (Seitenzahl kann sich ändern.)
2. ↑  Einzugsgebiet nach: Verzeichnis der Bach- und Flussgebiete in Bayern – Flussgebiet Isar bis Inn, Seite 59 des Bayerischen Landesamtes für Umwelt, Stand 2016 (PDF; 3,3 MB) (Seitenzahl kann sich ändern.)

### Andere
1. ↑  Peter Weichhart: Geographische Landesaufnahme: Die naturräumlichen Einheiten auf Blatt 182/183 Burghausen. Bundesanstalt für Landeskunde, Bad Godesberg 1979. → Online-Karte (PDF; 6,1 MB)
2. ↑  Willi Czajka, Hans-Jürgen Klink: Geographische Landesaufnahme: Die naturräumlichen Einheiten auf Blatt 174 Straubing. Bundesanstalt für Landeskunde, Bad Godesberg 1967. → Online-Karte (PDF; 4,3 MB)